# Macrostylophora hastata
Macrostylophora hastata är en loppart som först beskrevs av Jordan et Rothschild 1921.  Macrostylophora hastata ingår i släktet Macrostylophora och familjen fågelloppor.

## Underarter
Arten delas in i följande underarter:
- M. h. hastata
- M. h. hainanensis
- M. h. malayensis
- M. h. menghaiensis
- M. h. nepali
- M. h. sikkimensis
- M. h. tonkinensis